# 三氧化硒
三氧化硒（化学式 SeO3）是硒(VI)的氧化物，为白色潮解性晶体。它也是一种氧化剂和路易斯酸，可以制备其它Se(VI)化合物。

## 制备
三氧化硒难以制备，因为它对分解成二氧化硒的反应并不稳定：
2 SeO3  →  2 SeO2 + O2
实验室通过用无水硒酸钾(K2SeO4)和三氧化硫反应制备三氧化硒：
K2SeO4 + SO3 → SeO3 + K2SO4

## 反应
SeO3 的化学性质比起三氧化碲 TeO3，更像三氧化硫 SO3。
在120 °C下，SeO3和二氧化硒反应，形成混合价态化合物五氧化二硒：
SeO3  +  SeO2 →   Se2O5
它和四氟化硒反应，形成二氟二氧化硒，为硫酰氟的硒类似物。
2SeO3 + SeF4 → 2SeO2F2 + SeO2
类似SO3，它也能和如吡啶、二氧六环和乙醚的路易斯碱形成加合物。
它和氧化锂和氧化钠反应，形成 SeVIO54− 和SeVIO66−的盐：它和Li2O的反应会产生Li4SeO5，含有三角双锥结构的 SeVIO54− 阴离子。水平方向的Se-O键长为170.6–171.9 pm，而垂直方向的 Se−O 键较长，为 179.5 pm。它和Na2O的反应产生的是 Na4SeO5，其中的 SeVIO54−离子为四方锥结构。它的Se−O 键长在172.9 至181.5 pm的范围内，而Na12(SeO4)3(SeO6)则含有八面体形结构的 SeVIO66−。SeVIO66− 是未知的原硒酸 (Se(OH)6)的共轭碱。

## 结构
固态的三氧化硒是由环状的四聚体Se4O12组成的，其中含有(Se-O)4八元环。硒原子是四配位的，桥接 Se−O 键长为 175 pm 和181 pm，而非桥接Se-O键长则为 156 和154 pm。
气态中的SeO3则是四聚体和平面三角形构型的 SeO3 单体的混合物，它的 Se−O 键长为 168.78 pm。

## 用途
三氧化硒可用于碳氢化合物的温和硒化。它和氢氟酸反应，可以制备氟硒酸。
{\displaystyle {\ce {SeO3 + HF -> HSeO3F}}}